# Gela J.T. 2001-2002
Questa voce raccoglie le informazioni riguardanti il Gela J.T. nelle competizioni ufficiali della stagione 2001-2002.

## Rosa
| N. |                   | Ruolo | Calciatore           |
| -- | ----------------- | ----- | -------------------- |
| -  | Italia (bandiera) | P     | Salvatore Brugnano   |
| -  | Italia (bandiera) | P     | Luigi Donatelli      |
| -  | Italia (bandiera) | P     | Gaetano Lucenti      |
| -  | Italia (bandiera) | D     | Maurizio Anastasi    |
| -  | Italia (bandiera) | D     | Flavio Chiti         |
| -  | Italia (bandiera) | D     | Andrea Lisuzzo       |
| -  | Italia (bandiera) | D     | Santo Matinella      |
| -  | Italia (bandiera) | D     | Luigi Milazzo        |
| -  | Italia (bandiera) | D     | Alfredo Pappalardo   |
| -  | Italia (bandiera) | D     | Tommaso Sansone      |
| -  | Italia (bandiera) | D     | Massimo Savio        |
| -  | Italia (bandiera) | D     | Nazzareno Scopelliti |
| -  | Italia (bandiera) | D     | Antonio Tilaro       |
| -  | Italia (bandiera) | C     | Antongiulio Bonacci  |

| N. |                      | Ruolo | Calciatore                     |
| -- | -------------------- | ----- | ------------------------------ |
| -  | Italia (bandiera)    | C     | Umberto Brutto                 |
| -  | Italia (bandiera)    | C     | Fabio Comandatore              |
| -  | Italia (bandiera)    | C     | Marco Comandatore              |
| -  | Italia (bandiera)    | C     | Michele Perricone              |
| -  | Italia (bandiera)    | C     | Gianluca Procopio              |
| -  | Italia (bandiera)    | C     | Giuseppe Scerra                |
| -  | Italia (bandiera)    | C     | Vincenzo Stasi                 |
| -  | Italia (bandiera)    | A     | Rosario Manolo Brancacci       |
| -  | Italia (bandiera)    | A     | Giampiero Clemente             |
| -  | Italia (bandiera)    | A     | Nunzio Dario Di Dio (capitano) |
| -  | Italia (bandiera)    | A     | Emilio Docente                 |
| -  | Italia (bandiera)    | A     | Francesco Erbini               |
| -  | Argentina (bandiera) | A     | Fernando Alberto Galetti       |

## Statistiche
Statistiche aggiornate al 23 novembre 2016.

### Statistiche squadra
| Competizione         | Punti | In casa | In casa | In casa | In casa | In casa | In casa | In trasferta | In trasferta | In trasferta | In trasferta | In trasferta | In trasferta | Totale | Totale | Totale | Totale | Totale | Totale | DR |
| Competizione         | Punti | G       | V       | N       | P       | Gf      | Gs      | G            | V            | N            | P            | Gf           | Gs           | G      | V      | N      | P      | Gf     | Gs     | DR |
| -------------------- | ----- | ------- | ------- | ------- | ------- | ------- | ------- | ------------ | ------------ | ------------ | ------------ | ------------ | ------------ | ------ | ------ | ------ | ------ | ------ | ------ | -- |
| Serie C2             | -     | 0       | 0       | 0       | 0       | 0       | 0       | 0            | 0            | 0            | 0            | 0            | 0            | 0      | 0      | 0      | 0      | 0      | 0      | 0  |
| Coppa Italia Serie C | -     | 0       | 0       | 0       | 0       | 0       | 0       | 0            | 0            | 0            | 0            | 0            | 0            | 0      | 0      | 0      | 0      | 0      | 0      | 0  |
| Totale               | -     | 0       | 0       | 0       | 0       | 0       | 0       | 0            | 0            | 0            | 0            | 0            | 0            | 0      | 0      | 0      | 0      | 0      | 0      | 0  |

### Andamento in campionato
| Giornata  | 1 | 2 | 3 | 4 | 5 | 6 | 7 | 8 | 9 | 10 | 11 | 12 | 13 | 14 | 15 | 16 | 17 | 18 | 19 | 20 | 21 | 22 | 23 | 24 | 25 | 26 | 27 | 28 | 29 | 30 | 31 | 32 | 33 | 34 |
| --------- | - | - | - | - | - | - | - | - | - | -- | -- | -- | -- | -- | -- | -- | -- | -- | -- | -- | -- | -- | -- | -- | -- | -- | -- | -- | -- | -- | -- | -- | -- | -- |
| Luogo     |   |   |   |   |   |   |   |   |   |    |    |    |    |    |    |    |    |    |    |    |    |    |    |    |    |    |    |    |    |    |    |    |    |    |
| Risultato |   |   |   |   |   |   |   |   |   |    |    |    |    |    |    |    |    |    |    |    |    |    |    |    |    |    |    |    |    |    |    |    |    |    |
| Posizione |   |   |   |   |   |   |   |   |   |    |    |    |    |    |    |    |    |    |    |    |    |    |    |    |    |    |    |    |    |    |    |    |    |    |

Legenda:

Luogo: C = Casa; T = Trasferta. Risultato: V = Vittoria; N = Pareggio; P = Sconfitta.

### Statistiche dei giocatori
| Giocatore | Serie C2 | Serie C2 | Serie C2    | Serie C2   | Coppa Italia Serie C | Coppa Italia Serie C | Coppa Italia Serie C | Coppa Italia Serie C | Totale   | Totale | Totale      | Totale     |
| Giocatore | Presenze | Reti     | Ammonizioni | Espulsioni | Presenze             | Reti                 | Ammonizioni          | Espulsioni           | Presenze | Reti   | Ammonizioni | Espulsioni |
| --------- | -------- | -------- | ----------- | ---------- | -------------------- | -------------------- | -------------------- | -------------------- | -------- | ------ | ----------- | ---------- |
| F. Chiti  | 0        | 0        | 0           | 0          | 0                    | 0                    | 0                    | 0                    | 0        | 0      | 0           | 0          |